# Ngombale
Ne doit pas être confondu avec ngomba.
Le ngombale est l'une des onze langues bamiléké. Elle est parlée au Cameroun dans la région de l'Ouest, le département des Bamboutos, au nord de l'arrondissement de Mbouda, au nord-ouest de la ville de Mbouda.
Ce dialecte est parlé par les babadjou (basso, nchobela) et les bamessingue (bassing).
En 1993, le nombre de locuteurs a été estimé à 45 000.

## Écriture
| a | ä (a) | b | c | d | e | f | g | h     | i | j | k | l |
| m | n     | o | p | r | s | t | u | ü (ʉ) | v | w | y | z |

| a  | b | c | d | e  | ə | f | g  | gh | h  | i | j | k | kh | l | m | n |
| ny | ŋ | o | p | pf | r | s | sh | t  | ts | u | ʉ | v | w  | y | z | ʼ |

Les tons sont indiqués sur les voyelles :
- le ton bas sans diacritique ‹ a e ə i o u ʉ › ;
- le ton haut avec l’accent aigu ‹ á é ə́ í ó ú ʉ́ › ;
- le ton descendant avec l’accent circonflexe ‹ â ê ə̂ î ô û ʉ̂ › ;
- le ton montant avec le caron ‹ ǎ ě ə̌ ǐ ǒ ǔ ʉ̌ ›.